# Alphonsus Augustus Sowada
Alpfonsus Augustus Sowada OSC (ur. 23 czerwca 1933, zm. 11 stycznia 2014) – indonezyjski biskup rzymskokatolicki diecezji Agats w latach 1969–2001, biskup senior od roku 2001 do 2014.